# Susan Howeová
Susan Howeová (* 10. června 1937, Boston) je americká básnířka, učenkyně, esejistka a kritička, která je vedle jiných básnických hnutí úzce spojena s hnutím Language poets. Její tvorba je často klasifikována jako postmoderní, protože rozšiřuje tradiční představy o tom, co žánr je (beletrie, esej, próza a poezie). Mnoho jejích knih je naplněno historickými, mytickými a jinými referencemi, často prezentovanými v netypickém formátu. Její díla obsahují lyrické zvukové ozvěny, a přesto nejsou definována konzistentním metrickým vzorem nebo konvenčním schématem básnického rýmu.
Je držitelkou medaile Roberta Frosta za rok 2017 udělené společností Poetry Society of America, držitelkou Bollingenovy ceny za americkou poezii za rok 2011 a členkou Americké akademie umění a věd.